# Nolo contendere
Nolo contendere або просто nolo  (лат. не сперечаюся) — поняття з римського права, широко поширене в сучасному міжнародному праві та в повсякденній юридичній практиці країн англосаксонської правової системи, що означає формальну відмову того чи іншого суб'єкта правовідносин від будь-яких претензій юридичного характеру до протилежної сторони та інших учасників судового процесу. У судових розглядах кримінальних та адміністративних справ є м'якою альтернативою визнання чи невизнання обвинуваченим своєї провини (за замовчуванням прирівнюється до визнання провини, але залишає за обвинуваченим право клопотати про перегляд справи без нововиявлених обставин у разі винесення судом незадовільного для нього рішення, а також є засобом відстоювання ділової репутації, оскільки особа, яка заявила Nolo contendere не визнається такою, що визнала свою провину). Право заяви Ноло гарантується в США всім підсудним восьмою поправкою до Конституції США, але прийняття заяви Ноло до розгляду судом у США можливо лише за дозволенням головуючого судді при обопільній згоді суддівського складу та обвинувача (прокурора). При вирішенні міжнародно-правових інцидентів застосовується для зняття формальної відповідальності і пов'язаних з нею наслідків, нерідко при звільненні з місць тимчасового утримування затриманих іноземних громадян, щоб уникнути судових позовів з їх боку, які могли б бути подані до міжнародних судових інстанцій. В такого роду випадках Ноло є однією з умов звільнення. У країнах романо-германської правової системи практично не вживається.